# Cambridge Analytica
Cambridge Analytica (CA) è stata una società di consulenza britannica il cui nome è divenuto celebre a seguito di uno scandalo connesso alla gestione dei dati per influenzare le campagne elettorali. Il metodo utilizzato combinava il data mining, l'intermediazione dei dati e l'analisi dei dati con la comunicazione strategica per la campagna elettorale. Grazie alla combinazione di queste discipline con gli studi della psicometria, lo studio dei comportamenti umani, era in grado di sfruttare il profilo psicologico degli utenti per individuarne una precisa personalità ed impacchettare messaggi estremamente precisi che andavano a colpire le loro debolezze e paure.

## Storia

### Fondazione
Cambridge Analytica era una società di consulenza politica fondata nel 2013 da Alexander Nix, con sede a Londra, nel Regno Unito. L'azienda era specializzata nell'uso dell'analisi dei dati e della scienza comportamentale per influenzare le campagne politiche e le elezioni.
Secondo i record della UK Companies House, questa società è stata incorporata nella ditta SCL Group (Strategic Communication Laboratories) nel 6 gennaio 2015 con il nome di SCL USA Limited (con uffici a Westferry Circus, Londra), cambiando in seguito il nome in Cambridge Analytica (UK) Limited. CEO delle società fu nominato Alexander Nix forte sostenitore del nuovo metodo basato sui "valori di psicometria associati al marketing".
SCL Group è stata fondata nel 2013, con sede principale a Londra. La scelta del nome è stata fondamentale: la società vantava infatti nuovi metodi di comunicazione microtarghettizzata che fondevano la materia dell'analisi dei dati con gli studi della psicometria. Il nome è stato dunque scelto per facilitare l'associazione con l'Università di Cambridge, sede di uno dei più importanti dipartimenti di ricerca del settore. I fondatori erano l'attivista alt-right Steve Bannon e il magnate Robert Mercer, il quale vi investì 15 milioni di dollari.

### Attività
L'azienda aveva uffici a Londra, New York, Washington D.C., San Paolo e Kota Damansara, Petaling Jaya.
Nel 2014, CA è stata coinvolta in 44 campagne elettorali politiche statunitensi. La compagnia è in parte di proprietà della famiglia di Robert Mercer, un gestore di fondi finanziari americano che sostiene molte cause politiche conservatrici. Lo stesso Mercer è tra i fondatori di Breitbart News, ed è stato in seguito il direttore della campagna elettorale di Donald Trump.
Nel 2015 divenne nota come società di analisi dei dati che inizialmente lavorava per la campagna presidenziale di Ted Cruz. Nel 2016, dopo che la campagna di Cruz aveva vacillato, CA ha lavorato per la campagna presidenziale di Donald Trump e sulla campagna della Brexit. Il metodo usato da Cambridge Analytica era molto semplice: grazie allo studio dei dati degli utenti e all'applicazione delle teorie della psicometria stilava dei profili utenti estremamente precisi, basati non su filoni di interessi comuni ma su tratti psicologici comuni (paura di, sospettosi, estroversi ecc.). Nel Concordia Summit di settembre 2016, lo stesso Nix ha spiegato al mondo come è possibile comunicare lo stesso messaggio a due individui diversi e come aumenti l'efficacia del messaggio se viene strutturato in base al profilo psicologico del destinatario. Una volta stilato il profilo dell'user venivano elaborati i messaggi da sottoporgli sulla base delle informazioni raccolte, sfruttando quindi bisogni, paure, convinzioni. Sebbene le tecniche psicologiche usate siano ampiamente utilizzate nel marketing, alcuni esperti di politica contestano le affermazioni di CA sull'efficacia dei suoi metodi di targeting degli elettori.

### Notorietà e fallimento

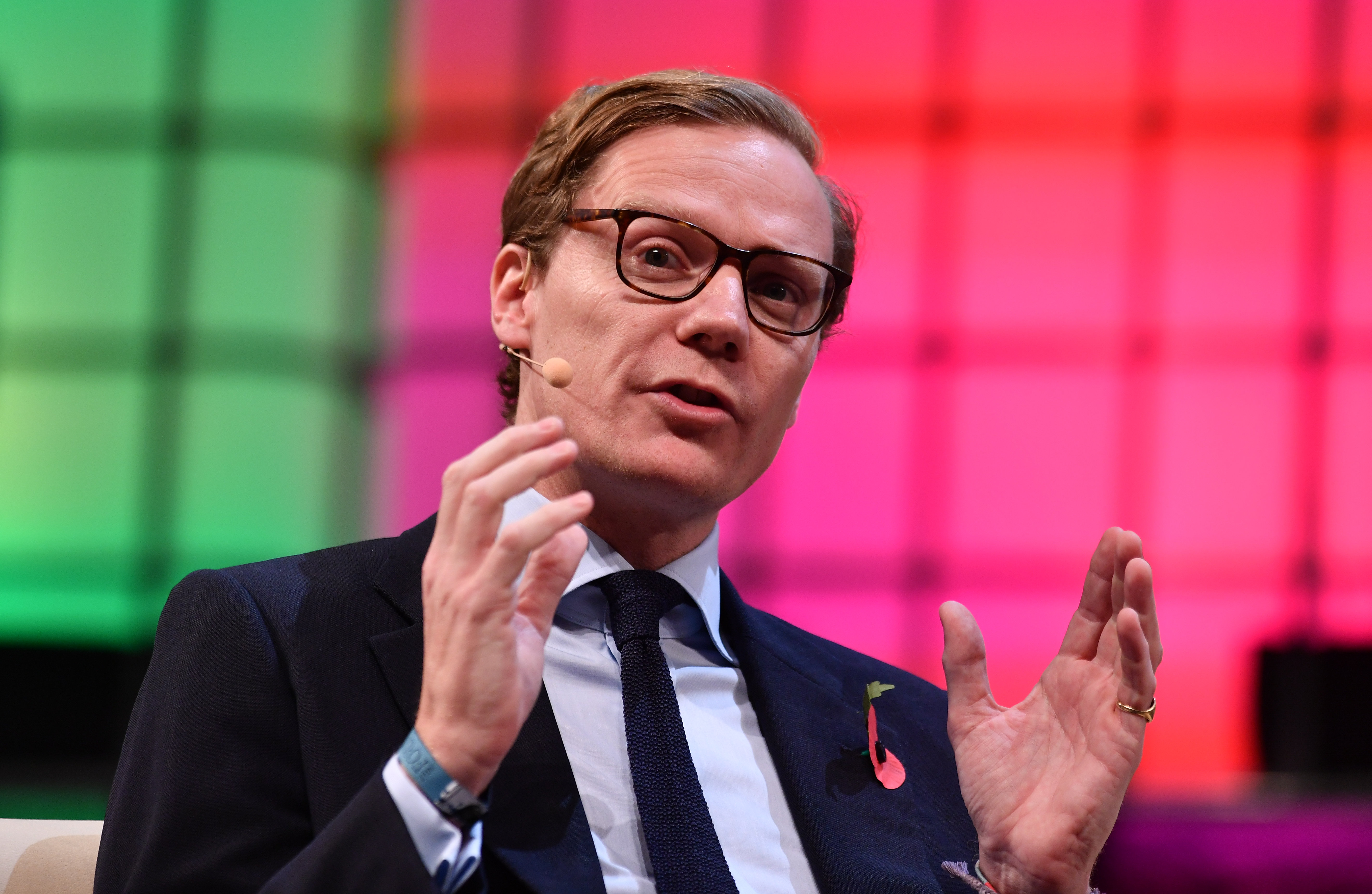
L'AD di Cambridge Analytica Alexander Nix in un'intervista a novembre 2017

Cambridge Analytica ha acquisito notorietà a seguito delle elezioni presidenziali statunitensi del 2016, dove si è ipotizzato che avesse svolto un ruolo significativo nell'elezione di Donald Trump. L'azienda è stata accusata di aver utilizzato i dati di milioni di utenti di Facebook per creare pubblicità politiche mirate e influenzare le opinioni degli elettori.
Il 17 marzo 2018, The New York Times e The Observer hanno riferito sull'uso da parte dell'azienda delle informazioni personali acquisite su 87 milioni di utenti soprattutto statunitensi da Facebook, senza autorizzazione degli stessi, da un ricercatore esterno dell'Università di Cambridge, Aleksandr Kugan, che ha affermato di averle raccolte con scopi accademici. In risposta, Facebook ha bandito Cambridge Analytica dalla pubblicità sulla sua piattaforma. The Guardian ha inoltre riferito che Facebook aveva saputo di questa violazione della sicurezza per due anni, ma non ha fatto nulla per proteggere i suoi utenti.
Una serie di video effettuati con una telecamera nascosta all'insaputa degli interlocutori pubblicati nel marzo 2018 mostrava l'amministratore delegato di Cambridge Analytica che si vantava dell'uso di prostitute, corruzione e altri metodi per screditare i politici dell'opposizione su cui conduce la ricerca e analisi per le campagne elettorali. Nix ha anche affermato che la società «gestiva tutta la campagna elettorale sulle piattaforme digitale di Donald Trump», comprese le possibili attività illegali. Il Commissario per le informazioni del Regno Unito ha chiesto un mandato per effettuare ricerche nei server della società. Il garante della privacy dell'UE Giovanni Buttarelli ha definito la vicenda del furto dei dati degli utenti come «il possibile scandalo del secolo»..
Nonostante le prove, Nix si è dichiarato innocente su tutte le accuse, definendo la sua azienda "una modesta agenzia di comunicazione che per caso si è ritrovata a collaborare con realtà enormi". Ha più volte negato il coinvolgimento di Cambridge Analytica nella campagna pro Brexit, per conto del partito Leave.Eu, e di essere stato coinvolto in alcuna attività illegale. 
Sono stati diversi gli ex dipendenti whistleblower della società che hanno collaborato con le autorità fornendo le prove e le testimonianze delle attività illegali di Cambridge Analytica, primo tra tutti Christopher Wylie, successivamente Brittany Kaiser.
Nonostante la conclamata ingerenza nelle campagne elettorali oltre allo sfruttamento dei dati della privacy, alla vicenda non è seguita nessuna conseguenza di carattere penale.
Nel 2018, Cambridge Analytica è stata oggetto di un grave scandalo quando è stato rivelato che l'azienda aveva raccolto i dati personali di milioni di utenti di Facebook senza il loro consenso. Lo scandalo ha portato a una serie di indagini e procedimenti legali e, in ultima analisi, alla caduta dell'azienda.
Cambridge Analytica è stata sciolta nel maggio 2018 e le sue attività sono state acquisite da una nuova società, Emerdata Limited. Lo scandalo di Cambridge Analytica ha avuto conseguenze di vasta portata, sollevando importanti questioni sull'uso dei dati personali nelle campagne politiche e sul ruolo della tecnologia nel determinare i risultati politici.